# Закон о взяточничестве (Великобритания)
Закон Великобритании о взяточничестве (англ. United Kingdom Bribery act) — закон о борьбе с коррупцией, имеющий экстерриториальное юридическое действие и наиболее широкую сферу применения по сравнению с Законом о коррупции за рубежом (США).

## Основные положения и сфера применения
Закон является попыткой привести антикоррупционное законодательство в соответствие с международно-правовыми документами, стремящимися внедрить интернациональный подход в борьбе с коррупцией, в частности с целью соблюдения требований конвенции ОЭСР «По борьбе с подкупом иностранных должностных лиц при осуществлении международных коммерческих сделок» (англ. OECD Convention on combating bribery of foreign public officials in international business transactions).
Закон состоит из 20 статей (секций), включающих такие составы преступления, как предложение, дача, вымогательство и получение взятки, в том числе иностранному должностному лицу, а также непринятие мер по предупреждению взяточничества. В Законе определяются понятия взятки и ответственности для взяткодателя и взяткополучателя. Действие Закона распространяется на юридические лица, зарегистрированные в Великобритании и ведущие деятельность в стране и за её пределами, а также компании, не зарегистрированные в Великобритании, но ведущие деятельность на её территории.
Закон предусматривает ответственность компании за преступление в виде штрафа, причем не ограничивает его размер, а отдает его определение на усмотрение суда, а также в виде лишения свободы сроком до 10 лет. Ответственность возлагается не только на взяткодателя, но и на компанию, интересы которой представляет взяткодатель, то есть действие закона распространяется на любых субъектов, имеющих какое-либо отношение к компании, в том числе ассоциированных лиц.

## Требования к компании
Избежать ответственности компания может в случае, если докажет, что в целях предупреждения взяточничества существовали адекватные процедуры, основанные на принципах:
- оценки потенциального риска взяточничества, заинтересованности высшего менеджмента в предотвращении взяточничества;
- регулярной проверки партнеров, посредников, агентов и бизнес-процессов;
- внедрения эффективных антикоррупционных мер внутри компании (и др.).

При этом оценка риска взяточничества зависит от размера компании, сложности её структуры и организации. Таким образом, компании, ведущие свою деятельность на территории Великобритании и за её пределами, а также российские компании, ведущие совместную деятельность с партнерами из Великобритании, должны вводить «compliance codes», необходимые дисциплинарные процедуры, а также системы мониторинга внутри компании с тем, чтобы не допустить дачу или получение взятки.

## Производство по делам о коррупции
Производство по делам, подпадающим под действие данного Закона, осуществляет Управление по борьбе с крупным мошенничеством Великобритании (англ. Serious Fraud Office), которое имеет широкие полномочия для проведения необходимых следственных действий. Глава Управления назначается Генеральным прокурором Великобритании. Управление является подразделением правительства Великобритании, отвечающим за выявление и расследование дел о коррупции. Кроме того, Управление активно сотрудничает с коммерческими организациями с целью предотвращения и пресечения взяточничества.